# П-42 «Гарпун»
П-42 «Гарпун» — проект палубного реактивного самолёта противолодочной обороны (ПЛО), который разрабатывался Государственным союзным опытным заводом морского самолётостроения (будущий ТАНТК имени Бериева). Самолёт должен был войти в состав авиагруппы проектировавшихся авианосцев проекта 1160 «Орёл». Работы по проекту были прекращены в 1973 году, одновременно с отказом от дальнейшей разработки проекта 1160.

## История
Разработка самолёта началась после соответствующего поручения Совета Министров 5 июня 1971 года. На базе П-42 предполагалось создать также самолёт-заправщик, палубный самолёт радиолокационного дозора и наведения (П-42РЛД), поисково-спасательный, транспортный и другие варианты самолёта. Аванпроект нового самолёта был готов в 1972 году, а к 1976 году планировалось передать первый опытный образец для лётных испытаний. Однако, самолёт так и не вышел из стадии аванпроекта — в 1973 году было принято решение отказаться от дальнейшей разработки авианосцев проекта 1160, а в состав авиагруппы проектировавшихся позже ТАКРов проекта 1153 П-42 включён не был.

## Конструкция

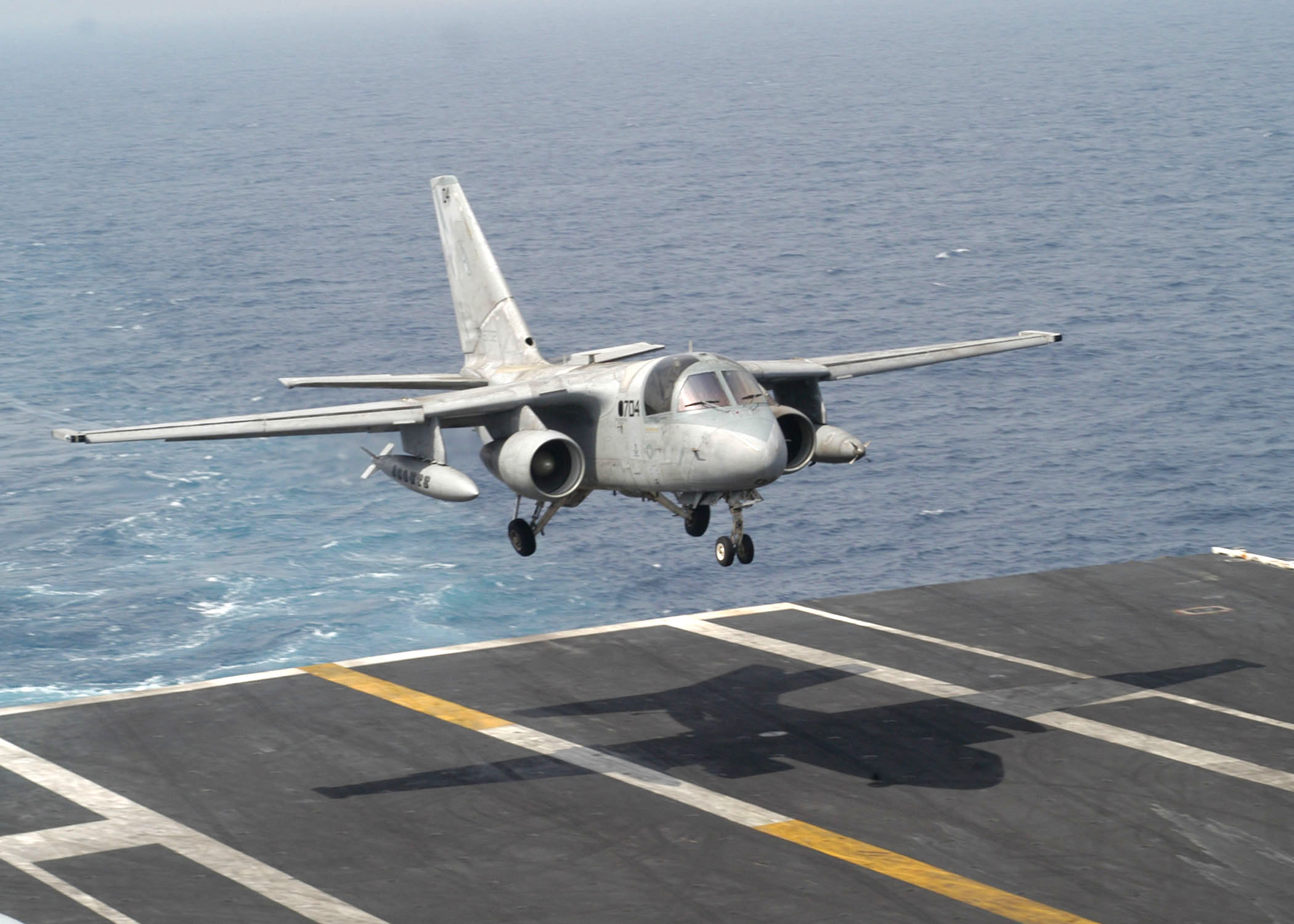
Противолодочный самолёт S-3 «Викинг», аналогом которого являлся П-42

Высокоплан нормальной аэродинамической схемы с трапециевидным крылом умеренной стреловидности. Два ТРДД Д-36 размещены в гондолах под крылом. Для обеспечения базирования на авианосцах крыло выполнено складывающимся. Конструкция шасси самолёта позволяла ему взлетать с помощью катапульты, а наличие посадочного гака — осуществлять аэрофинишерную посадку. По общей схеме П-42 напоминает американский палубный самолёт ПЛО S-3 «Викинг».

## Лётно-технические характеристики
Источник

### Технические характеристики
- Экипаж: 3 человека
- Длина: 20 м
- Размах крыла:
  - в сложенном положении: 12 м
  - в развернутом положении: 25,3 м
- Высота: 7,5 м
- Масса:
  - нормальная взлетная масса: 29 000 кг
  - масса топлива: 6600 кг
- Двигатели:
  - Д-36
    - тип двигателя: турбореактивный двухконтурный
    - количество: 2
    - тяга:
      - максимальная: 2 × 6450 кгс

### Лётные характеристики
- Максимальная скорость:
  - на высоте: 850 км/ч
  - у земли: неизвестно
- Практическая дальность: 4000 км
- Практический потолок: 13 000 м
- Боевой радиус: 600 км
- Время патрулирования на удалении 600 км: 2,5-3 часа

### Вооружение
- Боевая нагрузка: 3000 кг
- Размещение: 2 грузоотсека (передний съёмный, задний несъёмный)
- Варианты подвески:
  - торпеды:
    - АТ-2

  - противолодочные ракеты:
    - АПР-2 «Орлан» и «Ястреб-М»

  - бомбы
  - гидроакустические буи